# 自己の世紀
『自己の世紀』（じこのせいき、The Century of the Self）は、イギリスBBCが制作し、2002年に4回シリーズで放送されたドキュメンタリー。
ジークムント・フロイトやアンナ・フロイトの精神分析学や、フロイトの甥であるエドワード・バーネイズが研究した群集心理学が、政府や企業による大衆心理の分析や操作にどう影響を及ぼしたかに焦点をあてたテレビ番組である。

## 概要
すでに故人となった人物だけではなく、存命中の人物も忌憚なく映し出したドキュメンタリー・シリーズである。疑似科学もしくはオカルト科学者とされたヴィルヘルム・ライヒや、左翼・学生運動の扇動家だったジェリー・ルービン、存命中の人物では自己啓発セミナーにおける教祖的存在のワーナー・エアハードや元アメリカ大統領のビル・クリントン、加えてトニー・ブレア イギリス首相（当時）なども題材として取り上げている。
各放送回のテーマは以下のとおり。
1. 幸福製造機（Happiness Machines）　2002年3月17日放送
2. 同意工作（The Engineering of Consent）　2002年3月24日放送
3. 我々皆の頭の中には内なる警察官がいる; それは破壊されるべきだ（There is a Policeman Inside All Our Heads: He Must Be Destroyed）　2002年3月31日放送
4. ケタリング[2]のワインをすすり込む8人（Eight People Sipping Wine in Kettering）　2002年4月7日

番組はBBC FourだけではなくBBC Twoでも放送された。また、イギリス以外の国でも放送された。